# Inanição (computação)
Em programação concorrente, ocorre inanição quando um processo nunca é executado ("morre de fome"), pois processos de prioridade maior sempre o impedem de ser executado. Em um ambiente computacional multitarefa, a execução de diversos processos simultâneos deve seguir uma regra de escalonamento destes para uso do processador. Isso se deve ao fato de que, durante a mudança de contexto pelo processador, é feita a escolha do próximo processo a ser executado a partir da prioridade deste. Quando o escalonamento não é feito adequadamente, pode haver inanição. Uma solução para esta situação é a delegação de um tempo máximo de espera.
A ocorrência da inanição se dá quando os programas rodam indefinidamente (razão pela qual também se dá o nome de preterição indefinida a esta situação) e não fazem nenhum progresso em seu processamento, ao contrário do deadlock, que ocorre quando os processos permanecem bloqueados, dependendo da liberação dos recursos por eles alocados.
Em um sistema dinâmico, as requisições de recursos ocorrem durante todo o tempo. Algumas políticas são necessárias para subsidiar a decisão de quem vai ficar com qual recurso e em que momento. Essas políticas, apesar de parecerem extremamente razoáveis, podem fazer com que alguns processos nunca sejam servidos, apesar de não estarem em deadlock.
Um algoritmo possível para implementar a alocação da impressora é o que escolhe o processo com o menor arquivo a ser impresso (assumindo que esta informação está disponível). Este algoritmo maximiza o número de usuários satisfeitos com o sistema, e parece ser um algoritmo justo. Consideremos, no entanto, o que acontece num sistema muito carregado, quando determinado processo tem um arquivo imenso a ser impresso. Cada vez que a impressora estiver disponível, o sistema vai escolher, para usar a impressora, o processo com o menor arquivo a ser impresso. Se houver um fluxo constante de processos no sistema com arquivos pequenos, aquele ou aqueles com arquivos grandes jamais poderão usar a impressora. Eles apenas “morrerão de fome” (como o próprio sentido da palavra inanição estabelece), ou seja, serão preteridos indefinidamente em favor de outros, como se estivessem bloqueados.
A preterição por tempo indeterminado pode ser evitada usando-se uma política de alocação baseada na regra do primeiro-a-chegar é o primeiro-a-ser-servido. Com esta abordagem, o processo que espera há mais tempo é o primeiro a receber serviço por parte do recurso liberado. Fica claro que qualquer dos processos será o mais antigo com o passar do tempo, recebendo, assim, o direito ao uso do recurso pelo qual estiver esperando.
Outra solução é fazer com que o processo em inanição aumente sua prioridade de acordo com o seu tempo de espera, o que também pode resolver o problema.

## Exemplos de Inanição
Em processos trocando mensagens:
- Dois processos enviando repetitivamente mensagens um para o outro e um terceiro bloqueado, esperando por uma mensagem de um deles.
- Alocação de uma impressora. Considerando que o sistema utilize algum algoritmo que garanta que a alocação da impressora não vai levar a situações de deadlock, e considerando também que diversos processos desejam utilizá-la ao mesmo tempo, deve-se definir qual dos processos tem o direito de usá-la.

Outra propriedade de um programa paralelo a ser evitada é a injustiça, ou não equanimidade, que é também conhecida por inanição, ou starvation, em inglês; Neste caso não se configura um bloqueio do sistema, mas um processo tem o seu progresso impedido pela ação de outros processos; Nos leitores e escritores, um escritor pode esperar indefinidamente pela autorização para escrever, se por exemplo a demanda por leituras for alta o suficiente para nunca termos nr = 0 Pode-se mostrar uma computação de um algoritmo paralelo que leve a um deadlock. A inanição só se revela em computações infinitas, e por isto exige uma demonstração formal. A inanição só acontece quando não podemos garantir que o processo será executado.

## Problemas comuns
Muitos programadores de sistema operacional tem o conceito de prioridade do processo. Um processo de alta prioridade será executado antes de um processo de baixa prioridade B. Se o processo de alta prioridade nunca bloqueia, o processo de prioridade baixa (B) nunca (em alguns sistemas) se foi agendada - irá experimentar a inanição. Se houver um processo de maior prioridade do que X, que é dependente de um resultado do processo B, então o processo X nunca pode acabar, mesmo que seja o processo mais importante no sistema. Esta condição é chamada de inversão de prioridade. Algoritmos de escalonamento modernos normalmente contêm código para garantir que todos os processos receberão um montante mínimo de cada recurso importante (na maioria das vezes o tempo de CPU), a fim de evitar qualquer processo de ser submetido a inanição.
Em redes de computadores, em especial as redes sem fio, algoritmos de escalonamento podem conter escalonamento de starvation. Um exemplo é a programação de transferência máxima. 
O cientista da computação Edsger Dijkstra, em 1965, formulou uma análise sobre a sincronização de cinco computadores que precisam usar cinco periféricos  compartilhados, esse problema foi depois chamado de Problema do jantar dos filósofos.